# Доходные дома княгини Е. Н. Ухтомской
Доходный дом княгини Е. Н. Ухтомской — комплекс зданий из двух двухэтажных каменных особняков, построенных в начале XX века в городе Симбирске. Располагаются по адресу: улица Льва Толстого, 28 и 30. Оба дома — памятники архитектуры местного значения. В настоящее время в домах размещается администрация медицинского учреждения «Детская городская клиническая больница № 1».

## История
Комплекс из двух каменных двухэтажных строений разместился на улице Льва Толстого (бывшая Покровская). Здания являются яркими представителями модерна начала XX века и эффективно вписаны в застройку одной из центральных улиц Ульяновска.
Дома расположены на одной линии, главные фасады строений обращены на север и имеют разный архитектурный подход. Дом № 28 располагается в глубь участка, дом № 30 вытянут вдоль красной линии улицы. Комплекс представляет собой пример выполненных зданий в технике пустотелых бетонных камней, разработанной симбирским архитектором Ф. О. Ливчаком. В строениях для княгини Е. Н. Ухтомской наблюдается петербургский модерн, испытавший влияние финской архитектуры с её приверженностью к использованию натурального камня.
Оба здания являлись частью городской усадьбы княгини Евгении Николаевны Ухтомской, старшей дочери князя Николая Николаевича Ухтомского, симбирского уездного предводителя дворянства, крупного землевладельца и коннозаводчика. Усадьба же дополнительно включала в себя ещё различные постройки жилого и хозяйственного назначения.
До 1917 года в доме № 28 размещалась частная химико-бактериологическая лаборатория и рентгеноскопический кабинет врача-бактериолога А. А. Козлова.
В конце 1960-х гг. наружные стены дома № 28 были стянуты металлическими швеллерами. В интерьере здания остались мозаичные полы и бетонные лестницы с металлическим ограждением.
Сегодня в зданиях работает администрация МУЗ «Детская городская клиническая больница № 1».
Здание № 28 отмечено информационной доской с текстом: «Доходный дом княжны Евгении Ухтомской. Построен в 1911—1912 гг. Архитектор Ф. О. Ливчак».